# Злаковый луговой клоп
Злаковый луговой клоп, или слепняк злаковый (лат. Leptopterna dolabrata) — вид клопов семейства слепняков.

## Описание
Клопы длиной от 6,6 до 9,2 мм. Тело преимущественно чёрное. Полунадкрылья оранжево-красные. В отличие от близкого вида Leptopterna ferrugata отличается более широким теменем и тонким вторым члеником усиков.

## Биология
Луговой вид. Придерживается гигрофитных и мезофитных стаций. Питается многолетними злаками, является вредителем зерновых культур. В месте питания остаются белые пятна.
В течение года развивается одно поколение. Самка откладывает яйца в конце июня и начале июля. Плодовитость составляет от 30 до 70 яиц. После этого на начальной стадии эмбрионального развития они переходят в состояние диапаузы. Выход личинок происходит в мае следующего года. Зимует на стадии яйца.
Паразитами личинок является браконид Leiophron pallipes.

## Распространение
Встречается лесной зоне в Евразии. Завезён в Северную Америку.